# Coitus a mamilla

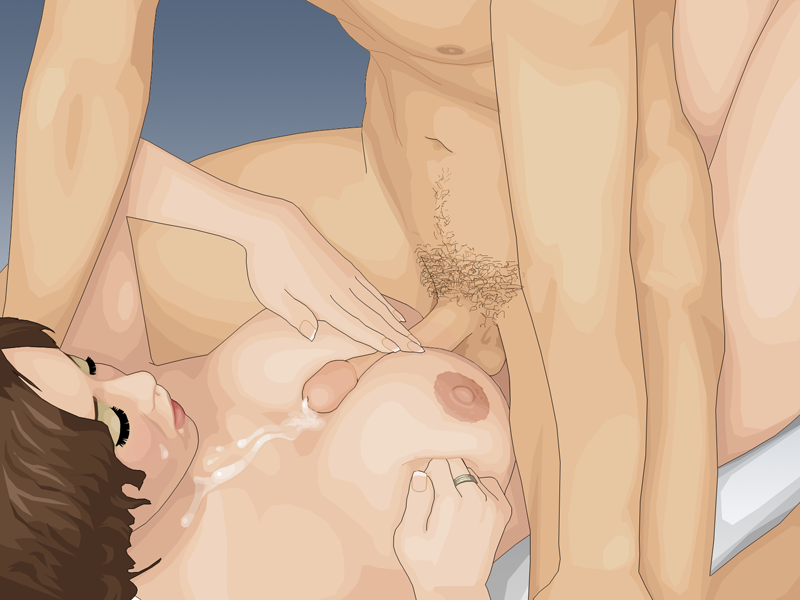
Illustration av Coitus a mamilla, även kallad spansk massage, med manlig ejakulation.

Coitus a mamilla (latin; engelska: mammary intercourse), även i vardagligt tal spansk massage, är en form av gnidsex. Det utförs genom att mannen placerar sin erigerade penis mellan kvinnans bröst. Genom att brösten trycks ihop runt penisen, som sedan dras fram och tillbaka så att ollonet gnids mot brösten, uppnår mannen sexuell njutning som kan leda till en orgasm och ejakulation. 
Även kvinnan kan uppnå en viss sexuell njutning, då brösten är en erogen zon för kvinnan. Vanligen uppnår dock inte kvinnan orgasm, eftersom klitoris inte stimuleras i denna ställning. 